# Estadio Al-Shamal
El estadio Al-Shamal (en árabe: ملعب الشمال) fue un estadio de fútbol propuesto en Ash-Shamal, Catar. Fue propuesto como parte de la candidatura para la Copa Mundial de Fútbol de 2022 y habría tenido una capacidad de 45.120. Después de la Copa Mundial de Fútbol, el estadio se habría reducido a 25.000. El estadio nunca fue construido y otros lugares albergarían juegos en el campeonato.

## Diseño
El diseño del estadio fue realizado por Albert Speer Jr. y se deriva del dhow tradicional, los barcos de pesca locales de uso común en los estados árabes del Golfo Pérsico, y aparece desde lejos como un barco en la orilla en la espera del viaje.